# River (Miley Cyrus)
River è un singolo della cantante statunitense Miley Cyrus, pubblicato il 13 marzo 2023 come secondo estratto dall'ottavo album in studio Endless Summer Vacation.

## Promozione
Il 7 marzo 2023 Miley Cyrus ha condiviso attraverso i social media diverse anteprime del singolo. Il 13 marzo River è stato ufficialmente inviato alle radio adult contemporary negli Stati Uniti. Il brano è stato eseguito dal vivo durante lo speciale Endless Summer Vacation (Backyard Sessions), distribuito nel medesimo mese tramite Disney+.

## Descrizione
River è un brano che combina i generi dance pop, synth pop, hip hop, acid house e synthwave. La critica specializzata ha rintracciato diverse similitudini tra il brano e altri lavori, sia dell'artista che non: Emily Swingle, scrivendo per Clash, ha trovato similitudini con il terzo album di Cyrus, Can't Be Tamed, mentre Andrew Sacher di BrooklynVegan con il settimo album Plastic Hearts. Allo stesso modo, Nick Levine di NME l'ha paragonato al singolo Midnight Sky; Alex Gonzalez di Uproxx, invece, ha ritenuto che il singolo seguisse la scia del suo precedessore, Flowers. Chris Willman di Variety ha notato l'influenza dello stile di Giorgio Moroder nella produzione, mentre Mary Siroky di Consequence ne ha evidenziato la natura disco, paragonandola ad altri lavori recenti quali Future Nostalgia di Dua Lipa e Chromatica di Lady Gaga.
Cyrus ha affermato che River era nata come una canzone molto più triste, poiché era stata composta in un momento difficile della sua vita. Tuttavia, durante il suo sviluppo, la canzone è passata dal sembrare «un problema dove non sembrava smettere di piovere» ad una «pioggia d'amore».

## Video musicale
Il video musicale, diretto da Jacob Bixenman, è stato reso disponibile in concomitanza con l'uscita del disco attraverso il canale YouTube della cantante.

## Classifiche
| Classifica (2023) | Posizione massima |
| ----------------- | ----------------- |
| Australia         | 22                |
| Austria           | 24                |
| Canada            | 17                |
| Francia           | 132               |
| Germania          | 35                |
| Grecia            | 28                |
| Irlanda           | 13                |
| Israele           | 80                |
| Lettonia          | 15                |
| Lituania          | 20                |
| Norvegia          | 32                |
| Nuova Zelanda     | 30                |
| Paesi Bassi       | 53                |
| Polonia           | 28                |
| Portogallo        | 30                |
| Regno Unito       | 16                |
| Repubblica Ceca   | 47                |
| Slovacchia        | 39                |
| Spagna            | 73                |
| Stati Uniti       | 32                |
| Svezia            | 56                |
| Svizzera          | 30                |
| Vietnam           | 57                |